# スタニン
スタニン(Stannine)またはスタナベンゼン(Stannabenzene)は、有機スズ化合物の1つで、ベンゼンの1つの炭素原子をスズ原子で置き換えたものである。スタニンそのものは、計算化学で研究されているが、単離はされていない。

## 安定誘導体
スタニンの安定誘導体が単離されている。2-スタナナフタレンは、140℃以下の不活性な雰囲気中で安定である。この化合物中のスズ-炭素結合は、tert-ブチル基と、より大きい2,4,6-トリス[ビス(トリメチルシリル)メチル]フェニル基（Tbt基）の2つの嵩高な置換基により、遮蔽されている。2つのSn-C結合の長さは、202.9pmと208.1pmで、Sn-C単結合(214pm)より短く、既知のSn=C二重結合(201.6pm)に匹敵する。C-C結合の長さは、135.6pmから144.3pmまで若干の違いがあり、この化合物が芳香族性を持つことを示している。

A stable 2-stannanaphthalene derivative

Tbt置換9-スタナフェナントレンは、2005年に報告された。室温で、[4+2]環化付加反応が起きる。
Tbt置換スタニンは、2010年に報告された。室温で、ディールス・アルダー反応が起きる。

Tbt-置換スタニン合成。各段階で用いる試薬は、水素化アルミニウムリチウム (step 2)、N-ブロモスクシンイミド (step 3)及びリチウムジイソプロピルアミド (step 4)